# Lydia Aimée Vololona Rahantasoa
 (août 2018).
Lydia Aimée Vololona Rahantasoa est une femme politique malgache qui a été élue députée à l'Assemblée nationale pour représenter la circonscription électorale de Manjakandriana lors des élections législatives malgaches de 2013. Elle est membre du parti Tiako i Madagasikara.
Elle quitte son poste à la suite de son entrée au sein du gouvernement Ntsay le 14 juin 2018 en tant que Ministre de l'Enseignement Technique et de la Formation Professionnelle,. Elle quitte son poste à la suite du remaniement ministériel de janvier 2019.